# Sieć najwyższego napięcia

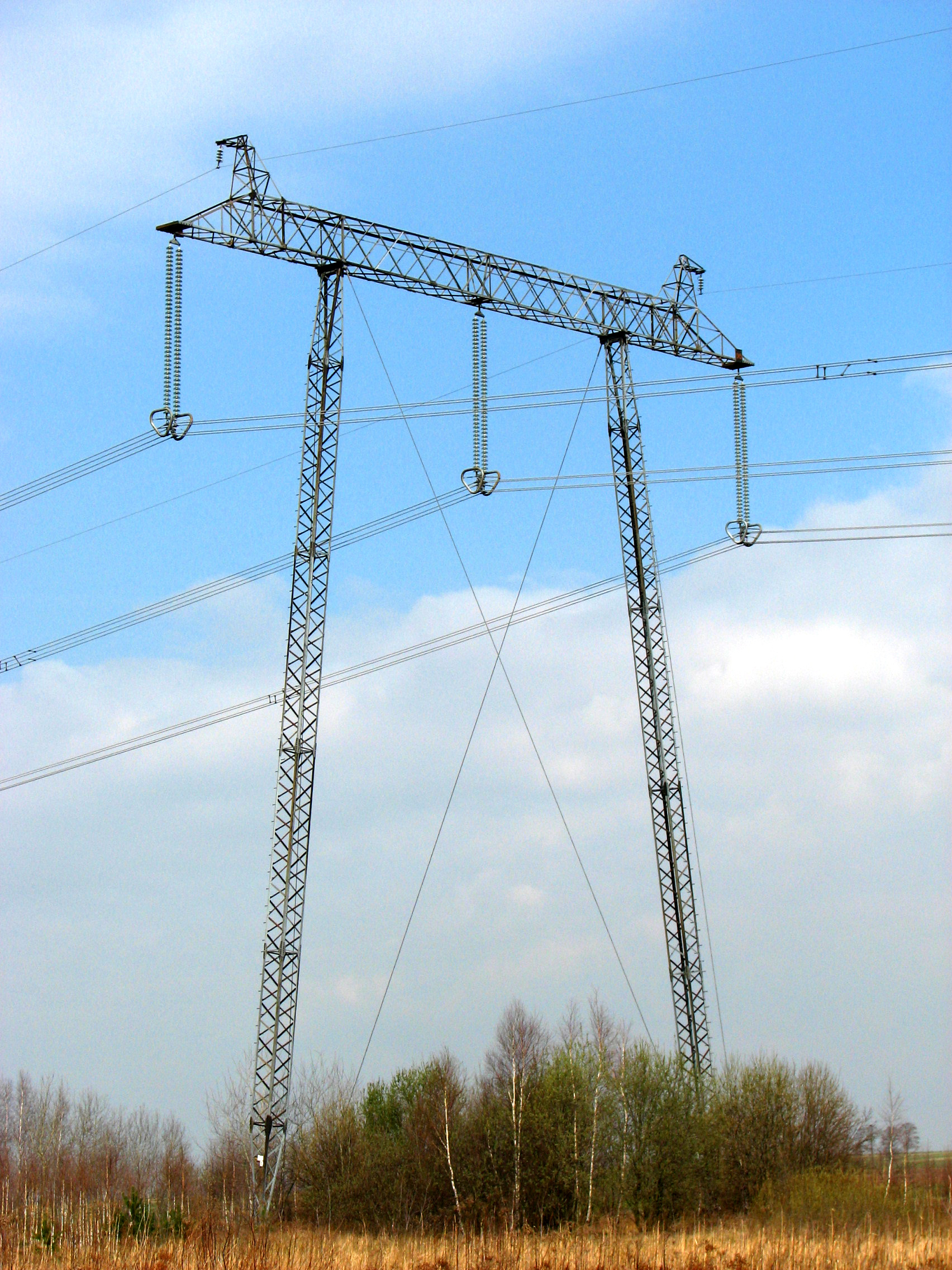
słup przelotowy linii 750 kV.

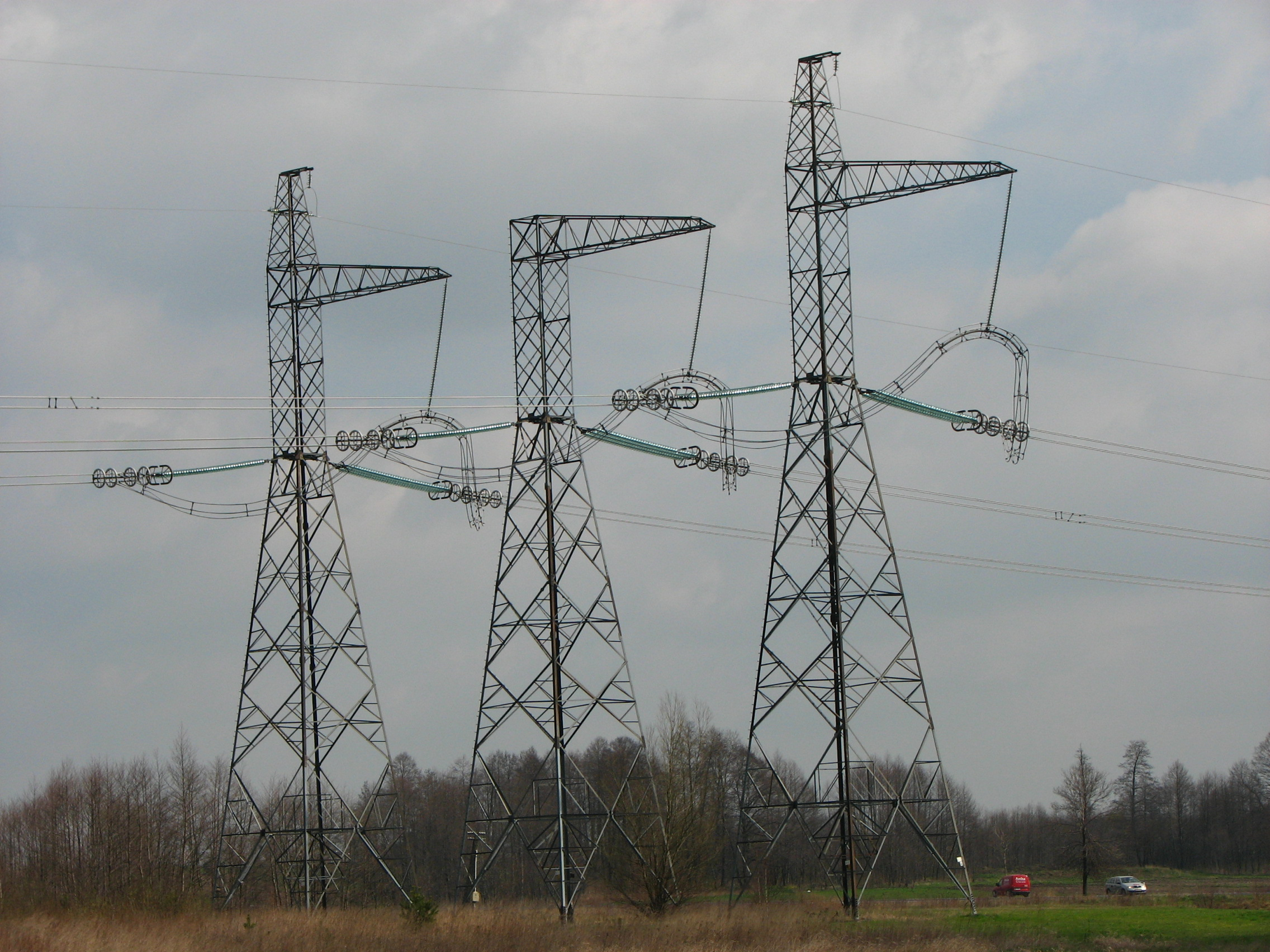
słup mocny linii 750 kV.

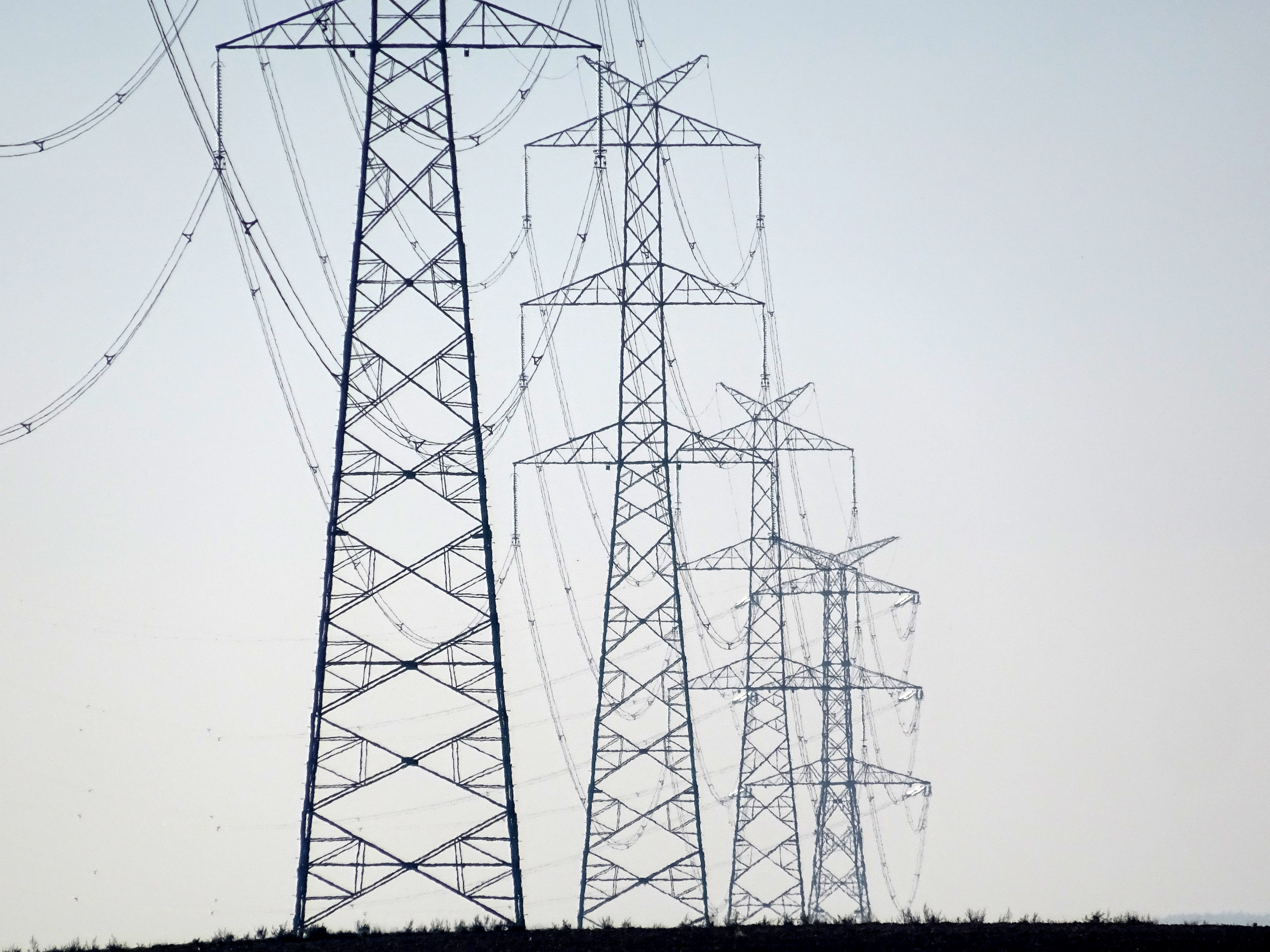
Linia elektroenergetyczna 400 kV w okolicy Wąsosza wchodząca w skład mostu elektroenergetycznego Polska – Litwa

Sieć najwyższych napięć (NN) – sieć elektroenergetyczna przesyłowa, w której różnica potencjałów pomiędzy przewodami fazowymi jest równa lub większa niż 200 kV. Linie o napięciu 110 kV to linie należące do sieci wysokiego napięcia (WN). Przy rosnącym zapotrzebowaniu na energię elektryczną konstruuje się linie przesyłowe NN o napięciu nawet 1,1 MV. Takie instalacje obecne już są m.in. w Japonii.
Przez terytorium Kazachstanu przebiega linia elektroenergetyczna Jekybastuz-Kokczetaw o napięciu 1150 kV i zdolności przesyłowej 5500 MW.

## Straty mocy
Sieć najwyższych napięć używana jest w tym samym celu, co sieć wysokiego napięcia, czyli do przesyłu energii elektrycznej na dużych odległościach. Straty mocy w przewodzie są bowiem proporcjonalne do kwadratu natężenia prądu elektrycznego przepływającego przez przewodnik – dlatego też podwyższanie napięcia służy obniżaniu tych strat.
Okazuje się jednak, że choć wraz ze wzrostem napięcia maleją straty spowodowane nagrzewaniem się przewodu, ale powiększają się straty energii związane z ulotem wysokiego napięcia, szczególnie na wszystkich ostrych krawędziach jak izolatory itp. oraz przy niesprzyjającej pogodzie, ale także wokół przewodu.
Ulot, inaczej wyładowanie koronowe albo wyładowanie niezupełne, jest to rodzaj wyładowania elektrycznego zachodzącego bez łuku.
Zjawisko ulotu można łatwo zaobserwować w nocy, zwłaszcza przy dużej wilgotności powietrza. Objawia się ono świetlistą aureolą wokół przewodów w połączeniu z wyraźnie słyszalnymi trzaskami i brzęczeniem.
Konsekwencją ulotu są straty energii w liniach przesyłowych i stacjach oraz przyspieszone starzenie izolacji w urządzeniach (co skraca ich żywotność). Przy napięciach znamionowych o wartości mniejszej niż 110 kV ulot nie odgrywa większej roli, lecz łączne straty energii w całej sieci WN i NN osiągają wartości mające duże znaczenie ekonomiczne. Innym niepożądanym skutkiem ulotu są zakłócenia radiowe. Z tych względów dąży się do maksymalnego ograniczenia ulotu.
W celu ograniczenia skutków ulotu stosuje się odpowiednio duże przekroje przewodów w zależności od napięcia – im wyższe napięcie, tym większy minimalny przekrój przewodu.

## Linie najwyższych napięć w Polsce[3]
Na koniec 2020 r. w Polsce stosowane były napowietrzne linie najwyższych napięć:
- 400 kV o łącznej długości 7 822[4] km
- 220 kV o łącznej długości 7 380[4] km

Wyłącznym właścicielem i operatorem linii elektroenergetycznych najwyższych napięć jest jednoosobowa spółka Skarbu Państwa Polskie Sieci Elektroenergetyczne S.A. (PSE S.A.)
W Polsce w 1985 zbudowano również linię przesyłową z ukraińskiej elektrowni jądrowej Chmielnicka, na napięcie 750 kV. Od 1993 roku była ona nieczynna. W 2023 roku ze względów technicznych przestawiono ją na napięcie 400 kV i w maju 2023 uruchomiono.
Polskę i Szwecję (Słupsk – Stärnö) łączy przesyłowa linia wysokiego napięcia prądu stałego. Jest to podmorskie połączenie 450 kV DC Polska – Szwecja SwePol Link o całkowitej długości 254 km (z czego 127 km należy do PSE S.A.).
Ponadto istnieją połączenia transgraniczne 400 kV z Niemcami, Słowacją a także z Litwą (LitPol Link).